# Jay Emmanuel-Thomas
Jay Aston Emmanuel-Thomas (Londres, 27 de dezembro de 1990) é um futebolista inglês que atua como atacante. Atualmente, defende o Greenock Morton.

## Carreira
Formado nas categorias de base do Arsenal, pode exercer as funções de meia ou centro-avante. Ainda muito jovem, esteve emprestado diversas vezes para adquirir experiência.
Atuou pela Seleção Inglesa nas categorias Sub-17 e Sub-19.

## Prisão
Em 18 de setembro de 2024, Jay Emmanuel-Thomas foi preso em sua casa em Gourock, Escócia, em conexão com a importação de drogas. Ele foi levado a Carlisle para interrogatório e deveria comparecer perante os Magistrados de Carlisle, acusado de importar 60 kg de cannabis, no valor estimado de £ 600.000, que foram encontrados em malas que chegavam ao Aeroporto de Londres Stansted vindo de Bangkok.